# محظية

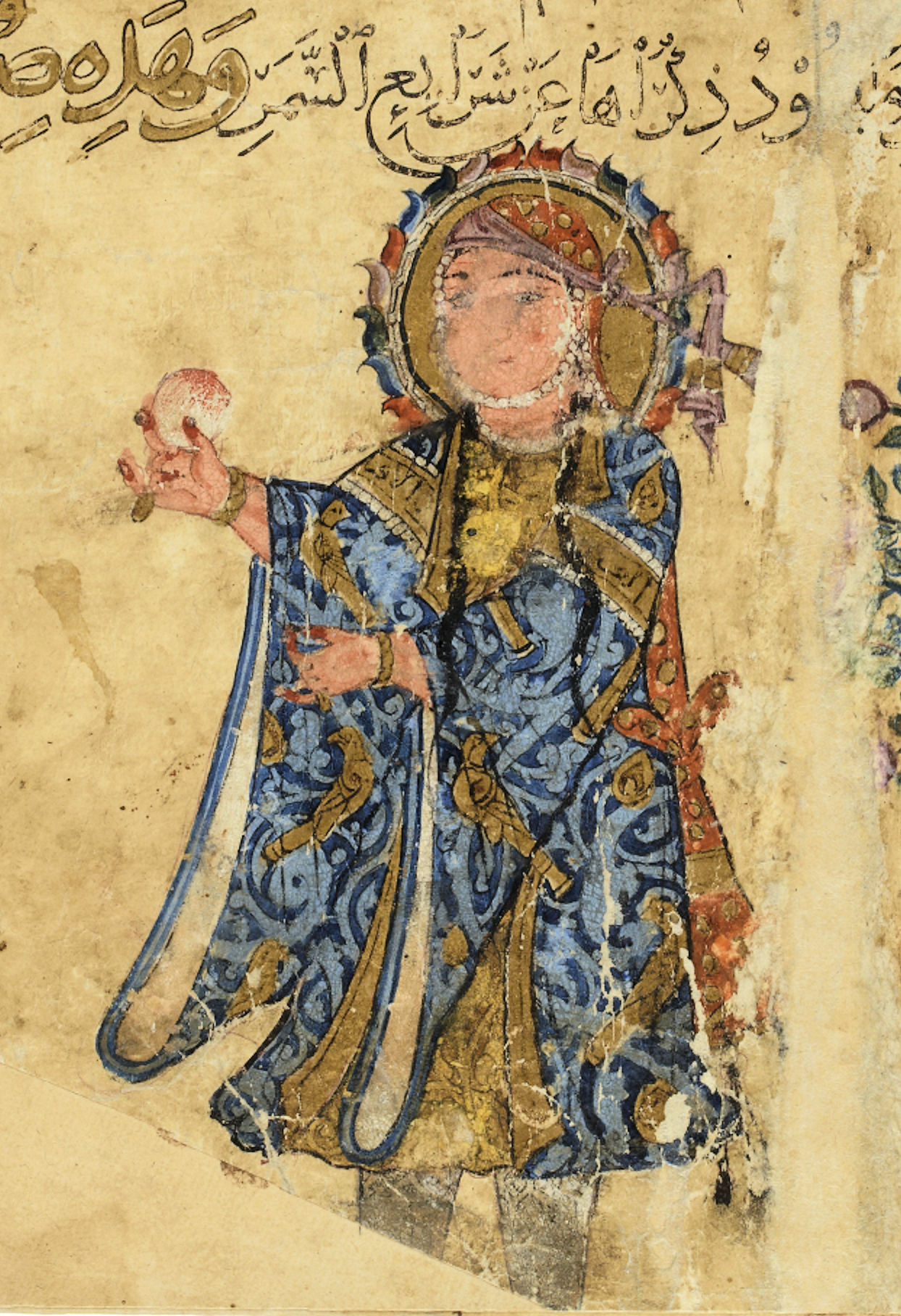
جارية في منمنمة من مقامات الحريري، 1200–1210.

المَحْظِيَّة (والجمع: حَظايا) مصطلح يُطلق على الجارية التي تحظى بمكانة خاصة ومنزلة رفيعة لدى سيدها، غالبًا ما يكون من الخلفاء أو الملوك أو الأمراء أو حتى كبار التجار، وذلك بسبب تميزها عن بقية أقرانها بصفة بارزة كالجمال الفائق، أو المهارة في صنعة معينة، أو أي خصلة أخرى تجعل سيدها يميل إليها ويُقرّبها منه بشكل خاص. نتيجة لهذه المكانة، تصبح المحظية قريبة من سيدها ومحبوبة لديه، وتنال حظوة قد لا تنالها غيرها من الجواري.

## التعريف
المحظية في الأصل هي جارية (أَمَة مملوكة)، لكنها ترتقي عن مستوى الجواري العاديات حين يبرز فيها ما يميزها، سواء كان جمالًا لافتًا، أو إتقانًا لفن كالغناء أو العزف أو الأدب، أو ذكاءً وفطنة، أو أي صفة أخرى تستدعي انتباه سيدها وإعجابه الشديد بها. بهذا الإعجاب والتميز، تأخذ الجارية مكانة المحظية، وتصبح ذات منزلة خاصة في دار الحريم أو بيت سيدها، وتتمتع بقرب استثنائي منه وبمحبة ظاهرة.

## دورها وتأثيرها
لم تكن مكانة المحظية مجرد لقب، بل غالبًا ما كان لها أدوار وتأثيرات ملموسة في حياة سيدها والبلاط:
- الارتقاء الاجتماعي: في كثير من الأحيان، كانت المحظية تتجاوز دورها كجارية لتصبح زوجة شرعية لسيدها، وإذا أنجبت منه ولدًا (تُعرف بأم الولد)، فإن مكانتها ترتفع أكثر، وربما يصبح ابنها وليًا للعهد أو خليفة في المستقبل. ويُلاحظ أن نسبة كبيرة من زوجات الخلفاء، خاصة في العصر العباسي، كن في الأصل جوارٍ محظيات.
- نيل الهدايا الثمينة: كان الخلفاء والأسياد يغدقون الهدايا النفيسة على محظياتهم تعبيرًا عن مكانتهن لديهم، حتى لو لم يتزوجوهن. ومثال ذلك ما يُروى عن الخليفة جعفر المقتدر بالله الذي أهدى قهرمانته (ويُحتمل أنها كانت محظيته أيضًا) زيدان عقدًا ثمينًا قُدّرت قيمته بمئة ألف دينار في ذلك الوقت.
- المشورة والرأي: وصل الأمر ببعض الخلفاء إلى استشارة محظياتهم في أمور هامة تتعلق بالأسرة، مثل زواج بناتهم أو حتى زواج الخليفة نفسه. ومن الأمثلة على ذلك استشارة الخليفة القائم بأمر الله لمحضيته وصال في شأن تزويج ابنته من السلطان السلجوقي طغرل بك حوالي سنة 452هـ / 1060م.
- الأثر العاطفي: كان لموت المحظية أثر بالغ الحزن على سيدها، وقد يعبر عن حزنه برثائها بالشعر، أو بإقامة مجالس العزاء لها، ويُذكر عن الخليفة هارون الرَّشيد وحزنه عند موت جاريته هيلانة.

## انتشار الظاهرة
شاع اتخاذ المحظيات بشكل كبير لدى الخلفاء العباسيين والفاطميين وغيرهم من الملوك والحُكام في العُصور الوسطى، حتى أصبح المعتاد أن يكون لدى الخليفة أو الملك الواحد أكثر من محظية واحدة. ومع ذلك، يُستثنى من هذه القاعدة بعض الخلفاء الذين لم يُعرف عنهم اتخاذ محظيات، مثل أول الخلفاء العباسيين أبو العباس السفاح، والخليفة مُحمَّد المهتدي بالله المعروف بتدينه وزهده.
ويبدو أن عدد المحظيات لدى الخليفة كان يتأثر بشخصيته وميوله:
- يزداد العدد: إذا كان الخليفة ميالًا للهو والترف والملذات.
- يقل العدد أو ينعدم: إذا كان الخليفة ذا شخصية قوية ومنهمكًا في شؤون السياسة والحكم، أو إذا كان متدينًا وملتزمًا بأخلاقيات صارمة.

### فهرس المنشورات
1. ↑  Balafrej، Lamia (19 ديسمبر 2022). "Automated Slaves, Ambivalent Images, and Noneffective Machines in al-Jazari's Compendium of the Mechanical Arts, 1206". Inquiries into Art. History: 767–768. DOI:10.11588/xxi.2022.4.91685. مؤرشف من الأصل في 2025-03-27. While at a wedding in Sinjar (Iraq), Abu Zayd tells the story of how he lost his enslaved concubine (jāriya). The plan had been to keep her in strict seclusion, but one day, under the influence of alcohol, he made the mistake of revealing her existence to a neighbor. Word got around; eventually, Abu Zayd was forced to sell the concubine to the governor.
2. 1 2  حسن (2013)، ص. 36.
3. 1 2  حسن (2013)، ص. 36-37.
4. ↑  حسن (2013)، ص. 37.

### معلومات المنشورات كاملة
الكتب مرتبة حسب تاريخ النشر
- سولاف فيض الله حسن (2013). دور الجواري والقهرمانات في دار الخلافة العباسية (ط. 1). دمشق: صفحات للدراسات والنشر والتوزيع. ISBN:978-9933-495-13-8. OCLC:6914266520. OL:43175027M. QID:Q125689500.